# Hot Seat
Hot Seat (auch Hotseat, deutsch Heißer Stuhl) ist eine Methode, um Computerspiele mit mehreren Spielern an nur einem Gerät zu spielen. Charakteristisch für den Hot-Seat-Modus ist dabei, dass jeweils nur ein Spieler zu einer bestimmten Zeit spielt. Der Spieler nimmt dafür Platz auf dem „heißen Stuhl“.
Der PC oder die Spielkonsole zeigt dabei üblicherweise nur die Daten und Teile der Karte an, die dem betreffenden Spieler bekannt sind. Die anderen Spieler wahren derweil Diskretion und schauen weg. Im unüblicheren Fall von Handheld-Konsolen wird diese der Reihe nach herumgereicht. Dieses Verfahren eignet sich vor allem für rundenbasierte Strategiespiele, bei denen ein Zug nur wenig Zeit in Anspruch nimmt.
Prominente Vertreter von Spielen, die dieses Verfahren nutzen, sind z. B. (in chronologischer Reihenfolge): Empire (1977), Kaiser (1984), The Perfect General (1991), die Panzer-General-Reihe (1994), Heroes of Might and Magic (1995), Master of Orion II: Battle at Antares (1996) und Sid Meier’s Alpha Centauri (1999).
Neben dieser Variante gibt es noch offenliegende Hot-Seat-Systeme, bei denen jeder Spieler den Zug des anderen einsehen kann. Unter anderem nutzt Worms ein offenes Verfahren. Diese Variante existiert bei einigen Rennspielen, wodurch allerdings die Wartezeit für die anderen Spieler größer wird und dadurch eine Menge Geduld von den Mitspielern gefordert ist.
Spiele mit einem Hot-Seat-Modus können häufig auch durch Abspeichern und Versenden des Spielstands als E-Mail-Spiel gespielt werden.